# Seis días de Louisville
Los Seis días de Louisville fue una carrera de ciclismo en pista, de la modalidad de seis días, que se corría en Louisville (Estados Unidos de América). Su primera edición data de 1935 y se disputó hasta 1957 con tan solo cuatro ediciones.

## Palmarés
| Año       | Ganadores                   | Segundos                    | Terceros                       |
| --------- | --------------------------- | --------------------------- | ------------------------------ |
| 1935 (1)  | Harold Nauwens Jack Sheehan | George Dempsey Tommy Flynn  | Louis Cohen James Corcoran     |
| 1935 (2)  | Jack Gabell Cecil Yates     | Jerry Rodman Gus Rys        | Eddy Trieste Frank Turano      |
| 1936      | edición no realizada        |                             |                                |
| 1937      | William Peden Jules Audy    | Henry O'Brien Jack Sheehan  | Harold Nauwens Henri Lepage    |
| 1938-1956 | ediciones no realizadas     |                             |                                |
| 1957      | Alfred Strom John Tressider | Herbert Weinrich Heinz Zoll | Mino De Rossi Marino Morettini |